# 이탈리아 여행
《이탈리아 여행》(영어: Journey to Italy, 이탈리아어: Viaggio in Italia)은 1954년 개봉된 드라마 영화이다. 로베르토 로셀리니가 감독과 공동각본을 맡았으며, 시도니 가브리엘 콜레트의 소설 Duo 가 영화의 원작이다.

## 출연

### 주연
- 잉그리드 버그만
- 조지 샌더스

### 조연
- 레슬리 다니엘스
- 나탈리아 레이
- 마리아 마우반

## 기타
- 미술: 피에로 필리폰